# PDC Asian Championship
| PDC Asian Championship | PDC Asian Championship                                    |
| ---------------------- | --------------------------------------------------------- |
| Sportart               | Darts                                                     |
| Organisator            | PDC                                                       |
| Turnierart             | Qualifikationsturnier                                     |
| Austragungsort         | Winford Resort & Casino, Manila                           |
| Austragungszeitraum    | Oktober                                                   |
| Rekordsieger           | Christian Perez, Haruki Muramatsu Lourence Ilagan (je 1×) |
| amtierender Sieger     | Lourence Ilagan                                           |
| Letzte Austragung      | PDC Asian Championship 2024                               |
| Nächste Austragung     | PDC Asian Championship 2025                               |

Die PDC Asian Championship sind ein Dart-Turnier, welches als offizielle Asienmeisterschaft der PDC gilt. Es wurde im Jahr 2022 zum ersten Mal ausgetragen.
Aktueller Titelträger ist Lourence Ilagan von den Philippinen, der sich im Finale 2023 mit 7:3 legs gegen den Landsmann Sandro Eric Sosing durchsetzte.
Nach dem Ausbruch der COVID-19-Pandemie Anfang 2020 in Asien wurde die bis dahin etablierte PDC Asian Tour, welche als Serie von Dartturnieren zur Qualifikation für die PDC World Darts Championship etabliert war, zum ersten Mal abgesagt und bis einschließlich 2022 auch nicht wieder aufgenommen.
Am 6. Juni 2022 verkündete die PDC schließlich, erstmals eine PDC Asian Championship auszutragen, um diese Lücke im asiatischen Turnierkalender zu füllen. Gleichzeitig wurden die Qualifikationskriterien, der Spielmodus und das Preisgeld verkündet sowie die Austragung einer Asian Series, welche an den beiden Tagen zuvor ausgetragen werden solle und in vier Turniere unterteilt sei.

## Format
Das Turnier wird in einer Gruppenphase mit jeweils 3 Spielern pro Gruppe gestartet, von denen sich die Gruppensieger für das Achtelfinale qualifizieren. Ab diesem Zeitpunkt wird im K.-o.-System gespielt. Spielmodus ist in der Gruppenphase sowie im Achtelfinale ein best of 11 legs, im Viertel- und Halbfinale ein best of 13 legs und im Finale best of 15 legs. Jedes leg wird im double-out-Modus gespielt.

## Preisgeld
Bei dem Turnier werden insgesamt 100.000 $ an Preisgeld ausgeschüttet. Das Preisgeld verteilt sich unter den Teilnehmern wie folgt:
| Position              | Preisgeld |
| --------------------- | --------- |
| Gewinner              | 15.000 $  |
| Finalist              | 7.000 $   |
| Halbfinalisten        | 5.000 $   |
| Viertelfinalisten     | 3.000 $   |
| Achtelfinalisten      | 2.000 $   |
| 2. Platz Gruppenphase | 1.500 $   |
| 3. Platz Gruppenphase | 1.000 $   |

Darüber hinaus erhält der Turniersieger das Startrecht bei der PDC World Darts Championship sowie beim Grand Slam of Darts. Der unterlegene Finalist sowie der beste japanische Spieler erhalten ebenfalls Startplätze bei der World Darts Championship.

## Finalergebnisse
| Jahr | Austragungsort                        | Sieger           | Ergebnis | Finalist           | Preisgeld | Preisgeld |
| Jahr | Austragungsort                        | Sieger           | Ergebnis | Finalist           | Gesamt    | Sieger    |
| ---- | ------------------------------------- | ---------------- | -------- | ------------------ | --------- | --------- |
| 2022 | Fukuoka Convention Center, Fukuoka    | Christian Perez  | 7 : 5    | Paolo Nebrida      | 100.000 $ | 15.000 $  |
| 2023 | Kaikyō Messe Shimonoseki, Shimonoseki | Haruki Muramatsu | 7 : 6    | Sandro Eric Sosing | 100.000 $ | 15.000 $  |
| 2024 | Winfort Resort & Casino, Manila       | Lourence Ilagan  | 7 : 3    | Sandro Eric Sosing | 100.000 $ | 15.000 $  |